# But I'm a Cheerleader
But I'm a Cheerleader is een Amerikaanse satirische romantische komedie uit 1999. Het was de eerste langspeelfilm van regisseur Jamie Babbit. Natasha Lyonne en Clea DuVall vertolken de hoofdrollen. De film gaat over een meisje uit een conservatief gezin dat door haar ouders naar een heroriëntatiekamp wordt gestuurd om haar tot heteroseksualiteit te bekeren.

## Verhaal
De zeventienjarige Megan is een gewoon meisje dat cheerleading beoefent en een vriendje heeft. Haar ouders en vrienden denken dat ze lesbisch is en dus sturen haar oerconservatieve ouders haar naar het heroriëntatiekamp True Directions waar ze terug heteroseksueel moet worden. Daar erkent ze haar "probleem" en doet haar best om hetero te worden, maar ze wordt verliefd op haar kamergenote Graham. Als directrice Mary dat ontdekt gooit ze haar eruit. Omdat ze thuis ook niet meer welkom is trekt ze tijdelijk in bij homokoppel Larry en Lloyd; twee "ex-ex-homo's" die ook op het kamp hebben verbleven. Ten slotte gaat ze naar de "afstudeerceremonie" waar ze een dansje opvoert en Graham haar liefde verklaart, waarop die met haar meegaat. In de slotscène zijn Megans' ouders te zien op een bijeenkomst voor ouders van homoseksuele kinderen.

## Rolverdeling
| Acteur           | Personage  | Beschrijving                                 |
| ---------------- | ---------- | -------------------------------------------- |
| Natasha Lyonne   | Megan      | de protagonist.                              |
| Clea DuVall      | Graham     | het meisje waarop Megan verliefd wordt.      |
| Cathy Moriarty   | Mary Brown | de directrice.                               |
| Eddie Cibrian    | Rock       | Mary's zoon.                                 |
| RuPaul Charles   | Mike       | Mary's medewerker.                           |
| Melanie Lynskey  | Hilary     | het meisje dat Megan rondleidt.              |
| Katrina Phillips | Jan        |                                              |
| Katharine Towne  | Sinead     | het punk-meisje.                             |
| Dante Basco      | Dolph      | de jongen die wordt weggestuurd.             |
| Kip Pardue       | Clayton    | de jongen die een tijdje in afzondering zit. |